# Mathias Joggi
Mathias Joggi (* 22. Januar 1986 in Biel) ist ein ehemaliger Schweizer Eishockeyspieler.

## Karriere
Mathias Joggi begann seine Karriere im Nachwuchs des EHC Biel. Ab 2001 spielte er für dessen Elita-A-Junioren und wurde mit diesen 2001 Schweizer Junioren-Meister. In der Spielzeit 2003/04 debütierte er in der Herrenmannschaft seines Vereins und gewann mit dieser am Saisonende den Meistertitel der National League B. Diesen Erfolg wiederholte das Team zwei Jahre später, scheiterte aber in den Aufstiegsspielen an Fribourg-Gottéron. Zum Meistertitel trug Joggi 22 Scorerpunkten in 15 Playoffspielen bei und war damit drittbester Scorer seines Teams hinter zwei kanadischen Spielern und bester Schweizer Spieler der Playoffs.
Zwischen 2006 und 2009 stand er bei den SCL Tigers unter Vertrag und spielte für diese in der National League A. In diesen drei Jahren verpasste er mit den Tigers stets die Playoffs und musste stattdessen in den Playouts um den Klassenerhalt kämpfen. 
Beim Spengler Cup 2007 kam er als Gastspieler für den HC Pardubice zum Einsatz. Am Ende der Spielzeit 2008/09 lief sein Vertrag bei den Tigers aus und viele Teams versuchten, Joggi zu verpflichten. Letztendlich entschied sich Joggi für den HC Davos, wo er bis 2012 unter Vertrag steht. Im April 2011 wurde er mit dem HC Davos Schweizer Meister.
In der Saison 2011/12 wurde Joggi mangels Verteidiger vermehrt in der Defensive eingesetzt, bis ihn Arno del Curto vollständig umfunktionierte. Seither spielt Joggi hauptsächlich als Verteidiger.
Nach der Saison 2012/13 entschloss sich Joggi zu einem Wechsel nach Nordamerika, erhielt dort jedoch keinen Vertrag und entschloss sich daher im Dezember 2013 zu einer Rückkehr zum EHC Biel.
Dort spielte er mit kurzen Unterbrüchen – Leihstationen beim HC Ajoie und SC Langenthal – bis zum Saisonende 2017/18. Zur Saison 2018/19 wechselte er fix zum HC Ajoie in die zweitklassige Swiss League, bei dem er einen Zweijahresvertrag unterzeichnete. Dieser wurde in der Folge um zwei weitere Jahre verlängert. In der Spielzeit 2020/21 gewann Joggi mit den Jurassiern die Meisterschaft der Swiss League und stieg mit dem Team in die National League auf. Die folgende Saison spielte er für den HC Ajoie in der höchsten Schweizer Liga, half aber als Leihspieler auch beim Swiss-League-Klub EHC Olten aus, der ihn als Verstärkung für die Playoffs geholt hatte. Im Mai 2022 gab Joggi sein Karriereende als aktiver Spieler bekannt und begann anschliessend eine Tätigkeit als Nachwuchstrainer beim HC Ajoie.

### International
Mathias Joggi vertrat sein Heimatland bisher zwei Junioren-Weltmeisterschaften. Bei der U18-Junioren-Weltmeisterschaft 2004, Division I schaffte er mit der U18-Auswahl den Aufstieg in die Top-Division der Weltmeisterschaft. Zwei Jahre später bei der U20-Junioren-Weltmeisterschaft 2006 belegte er mit seiner Mannschaft den siebten Platz. Zudem gehörte er mit sieben Scorerpunkten zu den zehn besten Scorern der U20-Welttitelkämpfe.
Zudem hat er bisher drei Länderspiele für die Herren-Nationalmannschaft absolviert, schaffte es aber nicht in einen Weltmeisterschaftskader.

## Erfolge und Auszeichnungen
| - 2001 Meister der Junioren-Elite A mit dem EHC Biel - 2004 Meister der NLB mit dem EHC Biel - 2006 Meister der NLB mit dem EHC Biel | - 2011 Schweizer Meister mit dem HC Davos - 2021 Meister der Swiss League und Aufstieg in die National League mit dem HC Ajoie |

## Karrierestatistik

### International
Vertrat die Schweiz bei:
- U18-Junioren-Weltmeisterschaft 2004 Division I
- U20-Junioren-Weltmeisterschaft 2006

(Legende zur Spielerstatistik: Sp oder GP = absolvierte Spiele; T oder G = erzielte Tore; V oder A = erzielte Assists; Pkt oder Pts = erzielte Scorerpunkte; SM oder PIM = erhaltene Strafminuten; +/− = Plus/Minus-Bilanz; PP = erzielte Überzahltore; SH = erzielte Unterzahltore; GW = erzielte Siegtore; 1 Play-downs/Relegation; Kursiv: Statistik nicht vollständig)